# دومينغو بيريز (طليطلة)
دومينغو بيريز، طليطلة (بالإنجليزية: Domingo Pérez, Toledo)‏ هي بلدية ومدينة في منطقة الحكم الذاتي كاستيا-لا مانتشا وتقع في مقاطعة طليطلة في وسط إسبانيا. تبلغ مساحة هذه المدينة 13 (كم²)، ويبلغ عدد سكانها 552 نسمة حسب إحصاء المعهد الوطني الإسباني سنة 2008 م.

## وصلات خارجية
- الموقع الرسمي